# Otto Taube
Otto Fredrik Taube, född 27 december 1832 i Norrköping, död 11 januari 1906 i Stockholm, var en svensk militär och statsråd; krigsminister 1880–1882. 

## Biografi
Taube blev 1851 underlöjtnant vid Andra livgrenadjärregementet, och 1872 befordrad till överstelöjtnant. År 1858 anställdes han vid Generalstaben. År 1879 befordrades han till överste i armén. År 1880 blev Taube utsedd till krigsminister, det vill säga statsråd och chef för Lantförsvarsdepartementet, men lämnade redan 1882 denna plats åt Axel Ryding. Under tiden (1881) hade Taube blivit överste och chef för Bohusläns regemente. År 1882 förflyttades Taube till Västgöta-Dals regemente samt utnämndes 1888 till generalmajor och 1890 till chef för 5. militärdistriktet och 1893 chef för V. arméfördelningen. År 1897 blev han generallöjtnant i armén och erhöll 1899 avsked.
Som ordförande eller ledamot deltog han i ett flertal militära kommittéers arbeten. Åren 1898–1902 var han militär ledamot av Högsta domstolen. Taube invaldes 1869 till ledamot av Krigsvetenskapsakademien och blev riddare av Kungliga Svärdsorden 1872 samt kommendör med stora korset av.samma orden 1894. Under sin statsrådstid genomförde han bland annat att ingen av manskapet fick av överordnad tilltalas med du.
Otto Taube var äldste son till Otto Evert Taube (1795–1860) av adliga ätten nr 734 och Emilia Wolffelt (1809–1834). Han gifte sig 1863 i Vadstena med friherrinnan Augusta Maria Rehbinder (1836–1918). Barn: Anna Maria Emilia Adamina (född 1865), Catharina Augusta Emilia (1869–1926, gift med överste Axel August Meister) och Märta Sofia Emilia (född 1871). Otto Taube är begraven på Norra begravningsplatsen utanför Stockholm.